# Alberto Migré
Alberto Migré, nascido Felipe Alberto Milletari Miagro (Buenos Aires, 12 de setembro de 1931 — Buenos Aires, 10 de março de 2006) foi um guionista e produtor de televisão argentino.

## Vida
De pequeno começou sua carreira como ator no rádio com La pandilla de Marylin, integrando elencos infantis junto com Juan Carlos Altavista e Nelly Prince, entre outros artistas. Na Radio Libertad foi telefonista e redator de notícias.
Estudou letras e escreveu seu primeiro texto aos quinze anos, La sombra de la bailarina, para Chela Ruiz. Em 1948 formou sua própria companhia na Radio Libertad onde dirigia e era chefe de elenco. Na década de 1950 se consolidou e se destacou junto a outros talentos dessa época como Abel Santa Cruz, Nené Cascallar, Delia González Márquez e Alma Bresan.
Sempre viveu com seus pais e os atendeu até que eles faleceram bem velhos. Entre radioteatros e novelas tinha registradas mais de setecentas obras. Nos últimos anos de sua vida foi presidente da Sociedad General de Autores de la Argentina (Argentores). Faleceu na sua casa em Buenos Aires. Sofreu uma parada cardíaca enquanto dormia, aos setenta e quatro anos de idade. Foi enterrado no cemitério de Chacarita, em Buenos Aires.